# Manoir du Mesnil (Channay-sur-Lathan)
Le manoir du Mesnil est un manoir situé à Channay-sur-Lathan (Indre-et-Loire) et inscrit aux monuments historiques le 1 juin 1948.